# Zechmeister László
Zechmeister László (Győr, 1889. május 14. – Pasadena, USA, 1972. február 28.) magyar vegyészmérnök, egyetemi tanár, akadémikus.

## Élete
Híres családból származott, ugyanis édesapja, Zechmeister Károly Győr városának polgármestere volt. A középiskolában tanulmányait 1896 és 1906 között, a Győri Magyar Királyi Állami Főreáliskolában végezte el, amelynek napjainkban neve Révai Miklós Gimnázium. Később tagja lett a gimnázium önképzőkörének, amelynek alelnöke volt 1904 és 1905 között.
Az egyetemi tanulmányait Svájcban, Zürichben végezte el, az Eidgenossische Technische Hochschule nevű iskolában, ahol 1912-ben vegyészmérnöki, 1913-ban műszaki doktori oklevelet szerzett.
Pályáját a berlini kémiai intézetben kezdte (1912–1914). Legelőször tudományos foglalkozását segítséggel kezdte, méghozzá a kémiai Nobel-díjas Richard Willstätter professzorral. Háborús szolgálatából és hadifogságából 1919-ben tért vissza Magyarországra, ahol 1919-től 1921-ig a Chinoin gyógyszergyár laboratóriumát és kutatási osztályát vezette. Egyetemi tanárnak 1922-ben nevezték ki az éppen Pozsonyból Pécsre átköltözött Erzsébet Tudományegyetemen, ahol 1940-ig a Kémiai Intézet igazgató professzora.
1930-tól a Magyar Tudományos Akadémia levelező, 1940-től rendes, 1948 és 1949 között pedig tiszteleti tagjává vált.
1940-ben egy USA-beli előadó körútjáról már nem tért vissza, a pasadenai California Institute of Technology szerveskémia-professzora lett (1940–1959). A Cholnoky Lászlóval közösen végzett karotinoidkutatás nemzetközi hírt szerzett számukra. A szerves kémia területén elsők között vezették be és alkalmazták a kromatográfiás módszert a szerves anyagok kémiai elválasztására.

## Díjak
- Pasteur-érem (párizsi Biokémiai Társaság, 1934)
- MTA Nagyjutalma (1937)
- Claude Bernard-érem (1949)
- A POTE díszdoktora (1971)

## Művei
- Bevezetés a trimetriába (Pécs, 1925.)
- Die chromatographische Absorptionsmethode (Bécs, 1937, 1938) (társszerző: Cholnoky László)
- Cistrans isomeric carotenoids, vitamins A and arylpolyens (Bécs, 1962)
- Organikus chemia, 1-2. kötet (Budapest, 1930-1932)
- Progress in Chromatography 1938-1947 (New York, 1950)